# 大橋未歩
大橋 未歩（おおはし みほ、1978年〈昭和53年〉8月15日 - ）は、日本のフリーアナウンサー。テレビ東京元エグゼクティブアナウンサー。所属はプントリネア。

## 人物・略歴
兵庫県神戸市須磨区出身。神戸市立北須磨小学校、神戸女学院中学部・高等学部に進み、1年の浪人を経て上智大学法学部法律学科に入学。1999年に同大学のミスソフィアコンテストのグランプリを獲得した。
2002年、テレビ東京に入社。同期は倉野麻里、中川聡。入社が1年先輩の大江麻理子は同い年である。採用されたテレビ東京の志望動機は「オリンピックの取材に携わりたい」からであり、2004年のアテネオリンピックの取材アナウンサーに抜擢され、わずか2年で実現した事となる。
入社1年目、当時プロ野球「東京ヤクルトスワローズ」の選手だった城石憲之より、投手コーチを介して交際のアプローチを受けた。「知らない選手」との理由で断ったが、翌2003年に城石の同僚だった古田敦也からも勧められて交際がスタート。2007年1月1日に結婚。
夫の城石の引退セレモニー（神宮球場、東京ヤクルトスワローズ最終戦2009年10月12日）で花束を贈った。
2009年、テレビ東京アナウンス部主任に昇格。同年、『世界卓球2009横浜大会』のテレビ東京女子アナウンサー公式応援ユニット「ピンポン7」と『柔道グランドスラム東京2009』を応援する男女混合アナウンサーユニット「柔道IPPON組」のリーダーを務めた。
2010年1月31日付神戸新聞『新兵庫人 輝く』に登場した。
2012年4月から早稲田大学大学院スポーツ科学研究科修士課程1年制コースに進学し、1年後に修了。
2013年1月18日、軽度の脳梗塞と診断された事を公表。約7ヶ月半の療養を経て、同年9月3日から復職した。
2015年6月、テレビ東京アナウンス部主事に昇格。
2015年春に城石と離婚。11歳年下のテレビ東京社員（当時）・上出遼平と再婚したことを2016年1月5日の『チャージ730!』の番組内で報告。
2017年12月4日をもってテレビ東京を退社。
2018年2月からプントリネアに所属し、フリーアナウンサーに転身したことを自身のTwitterで発表した。同年3月20日放送の『ザ!世界仰天ニュース』（日本テレビ）への出演が、テレビ東京以外の放送局への初出演となった。また、同年5月1日から『有田哲平の夢なら醒めないで』（TBS）のアシスタントに起用され、フリー転身後、初のレギュラー番組への出演となった。
2019年4月、『5時に夢中!』（TOKYO MX）の8代目アシスタントに就任した。
2023年3月、4月から夫婦でニューヨークへ移住することを発表。

## エピソード

### スポーツ分野において
- 『スポーツ魂』、『メガスポ!』のキャスターを担当していたが、競技知識やルールに精通しているという訳ではない。一時期野球選手の妻ではあったが、「配球は打席に立った人でないと解りません、諦めています。逆に開き直って、それ以外の視聴者が知りたい情報を追っています」と雑誌『sports yeah!』で語った[21]。
- 民放でのオリンピック中継のPRにおいて、在京民放5局の代表の1人として、アテネ[注 1]・北京[注 2]・バンクーバー[注 3]・ロンドン[22][注 4]と4度選ばれている。
- スポーツ関連の取材を薄着で行い、スタジオでは、真冬でも半袖、もしくはタンクトップの衣装を多用していた。取材時の服装について、元セ・リーグ在籍の野球選手が「大橋さんは、とにかく薄着で来るんです。それに挨拶する度に、腕や肩を馴れ馴れしく触ってくるんですよ。と雑誌『サイゾー』の誌面で語っている[要文献特定詳細情報]。また、現役時代の清原和博からも球場で注意された、と『メガスポ!』番組HP上の動画内で語っている[23]。

### バラエティ分野において
- テレビ東京の番組『やりすぎコージー』においてコラボ企画として雑誌『グラビア ザテレビジョン』vol.1（2005年11月17日発売）で、局アナとしてグラビアに挑戦している[24]。
- テレビ朝日『ロンドンハーツ』2007年11月27日放送の企画「芸人が選んだ、付き合いたい女子アナランキング」第1位に選ばれる[25][26]。

### その他
- 「女子アナという言葉は好きではない。＜女性アナ＞と呼ばれたい」と発言している[27]。
- 筋肉質の父や関西学院大学でアメフトをやっていた弟[3]のそばで育ったため、筋肉フェチである[28]。
- 第1志望はテレビ朝日であった[29]。また、著書（後述）やテレビ番組での発言によると、TBSや読売テレビ（ytv）の入社試験も受けており、ytvはテレビ東京よりも先に内定が出ていたという[30]。ちなみに、2002年にテレビ朝日に採用された女性アナウンサーは松尾由美子。大橋と松尾はともにテレビ朝日アスク出身。
- 1995年の阪神・淡路大震災（兵庫県南部地震）で被災し、九死に一生を得た経験を持つ。大橋はその時のことについて「避難所生活が3ヶ月続き、入浴すら出来ませんでした」と、東京兵庫県人会の機関誌やテレビ東京時代のアナウンス部ブログで語っている[3][2]。
- 2004年に『教えて!ウルトラ実験隊』の進行役に抜擢され、初めてゴールデンタイムの番組を担当することになったが、取材先からの抗議により、番組制作会社による捏造が発覚したため、番組開始から3か月で打ち切りとなり、大橋が謝罪放送をする事態になった[注 5][31][33]。
- 2011年7月にFP技能検定2級取得[34]。
- トレッキングが夫の上出遼平と共通の趣味[35]。2022年から23年にかけての年末年始に夫婦で訪れたニュージーランドで登山中に遭難しかけ、ビバークをして新年を迎えた[35]。
- 本人曰く、大学受験合格後は燃え尽き症候群により、キャンパスライフをかなりの苦痛で過ごしていたと述べている[36]。
- バラエティ番組などで、悪口を言い合う類の仕事をNGとしている[37]。

## 過去の出演番組

### フリーアナウンサー時代

#### テレビ
- ザ!世界仰天ニュース（日本テレビ、2018年3月20日） - ゲスト
- 有田哲平の夢なら醒めないで（TBS、2018年5月1日 - 2019年3月19日） - アシスタント
- 痛快!明石家電視台（毎日放送、2018年9月19日）
- 世間のナマ声　飛び込み調査　キキコミ（TBS、2018年9月22日、2019年2月2日） - 秘書
- 東京クラッソ!NEO（TOKYO MX、2018年10月7日 - 2019年3月31日） - 司会
- 林先生の初耳学（毎日放送、2019年4月22日） - VTR企画「絶対キー局!吉川美代子先生の女子アナ学」特別講師
- モヤモヤさまぁ〜ず2（2019年6月9日、テレビ東京）
- PARA SPORTS NEWS アスリートプライド（BSスカパー!、2019年1月25日 - 2020年10月30日） - MC
- はじめまして、BSJapanextです! 出演者大集合! 11時間生放送スペシャル（2022年3月27日、BSJapanext） - 総合司会（福澤朗と）※アタック25Nextのゲスト出題者も。
- スッキリ（2022年7月25日・8月22日・9月12日・10月10日 - 2023年3月27日、日本テレビ） - 10月10日から隔週レギュラー
- 5時に夢中!（2019年4月1日 - 2023年3月26日、TOKYO MX） - アシスタント

#### ラジオ
- 大橋未歩 金曜ブラボー（ニッポン放送、2018年10月5日 - 2020年9月4日[38]） - パーソナリティ
- くにまるジャパン 極（文化放送、2018年4月2日） - ゲスト
- 大橋未歩 七夕ラジオ（ニッポン放送、2018年7月7日） - メインパーソナリティー
- Blue Ocean（TOKYO FM、2018年9月3日、4日） - 代打パーソナリティー

#### ウェブテレビ
- 日本全国のファンの声で安室奈美恵伝説のライブ映像が復活 WE NAMIE FINAL アンコールLIVE（2018年9月16日、AbemaTV） - 司会[39]
- 妄想不動産（2018年12月2日、AbemaTV）
- 妄想中毒（2019年2月17日 - 3月31日、 AbemaTV）

### テレビ東京時代

#### レギュラー番組
- 激生!スポーツTODAY（2002年 - 2004年3月） - キャスター
- やりすぎコージー（2005年 - 2011年9月14日） - MC
  - やりにげコージー ※『やりすぎコージー』の前身。
- 朝は楽しく!スマイルサプリメント - キャスター（金曜日→水曜日→再び金曜日担当）
- ぷっちぬき（2006年4月3日 - 6月30日） - MC
- TVチャンピオン - アシスタント
- メデューサの瞳 〜人を見抜く天才たち〜 - MC
- スポーツ魂（土曜日・日曜日／2004年4月3日 - 2007年4月1日） - キャスター
  - スポ魂!（金曜日担当／2004年4月 - 2005年9月）
- メガスポ! - メインキャスター（土・日曜日担当） 
  - メガスポ!卓球女王決定戦2009（2009年1月10日、11日、18日、24日）
- お茶の間の真実〜もしかして私だけ!?〜 - MC
- 碑文谷教授のミッドナイトゼミナール 今さら人に聞けない!怒らせ方講座 - MC
- 怨み屋本舗 - 本人役
- アリケン（2008年4月 - 2010年9月） - 準レギュラー
- 大橋未歩のシューカツ魂!（2011年3月2日 - 3月27日、2012年にも放送）
- 石川遼スペシャル RESPECT 〜ゴルフを愛する人々へ〜（2010年4月 - 2012年3月） - 大江麻理子らと交互に進行を担当。
- 極嬢ヂカラ → 極嬢ヂカラPremium（2010年1月 - 2012年9月） - レギュラー
- 南アフリカの風（BSジャパン、2011年） - ナレーション
- マイナビ presents シューカツ魂RADIO SHOW（Inter FM、2012年）※植田萌子と交代出演
- 日経スペシャル 未来世紀ジパング〜沸騰現場の経済学〜（2014年3月31日 - 2015年3月16日） - 進行
- 所さんの学校では教えてくれないそこんトコロ!（2005年10月 - 2015年3月） - 進行 ※2013年2月 - 9月は、病気療養のため出演休止。
- チャージ730!（2015年4月1日 - 2016年4月1日） - メインキャスター
  - モーニングチャージ!（2016年4月4日 - 11月4日）
  - MORNING CHARGE（2016年11月7日 - 2017年3月31日）
- よじごじDays（2017年4月3日 - 9月29日） - MC

#### 不定期
- TX-V 女子アナなび（2009年2月 - ）
- TXNニュース（土曜 17:20 - 17:30）
- やりすぎ都市伝説SP（2013年9月27日ほか）
- 桑田式スポーツK営学（BSジャパン） - MC

#### 単発番組ほか
- ハゲタカウォーズ（アシスタント）
- ワールドビジネスサテライト（トレンドたまご／2002年9月9日[40]）
- 女子アナクッキング〜教えて!料理のアナとツボ〜（2006年10月）
- 競輪中継司会（2008年9月15日のオールスター競輪決勝戦他）
- 世界卓球2009（キャスター）※石原良純とともに
- モヤモヤ、アリケン、ゴッドタン新春! 大反省SP ドイヒーVTR大賞（2009年1月1日）
- もう一度見たい! なつかしCMグランプリ（2010年11月21日）
- 柔道グランドスラム 東京2010（2010年12月11日 - 13日）
- アスリート感動劇場 〜1億の心に響く物語〜（2010年）
- モヤモヤピラメキゴッドタン2011年大反省スペシャル（2011年12月27日）[41]
- 働きガイ大百科（2011年1月2日）[42]
- 週刊ニュース新書（ニュースコーナー／2011年5月7日）
- 今年も生だよ芸人集合 笑いっぱなし伝説（正月年明け特番、2005年 - 2012年）
- ハレバレとんねるず 略してテレとん（2012年9月10日）
- 50年のモヤモヤ映像大放出! この手の番組初めてやりますSP（2014年3月2日）
- 昭和は輝いていた（BSジャパン、2014年3月11日、3月18日、4月2日、4月9日）[注 6]
- モヤモヤさまぁ〜ず2（2007年6月29日、2012年9月2日、2017年11月26日、12月10日）

## 著書
- 行け!行け!テレビ東京・女性アナウンサー大橋未歩のミホちゃんねる!（フォト&エッセイ）（2006年、集英社）ISBN 978-4087804379
- 逃げない力〈PHPビジネス新書〉（2012年、PHP研究所）ISBN 978-4569802916

## 雑誌連載
- 『週刊プレイボーイ』コラム「行け行けテレ東ミホちゃんねる」（2005年 - 2007年）
- 『THE 21』連載コラム
  - 大橋未歩の「スポーツ・ソムリエ」（2007年11月 - 2009年9月）[43]
  - 大橋未歩の「ジョブ・ルネッサンス」（2009年10月 - ）[44]

## DVD
- やりすぎコージー Vol.1 - Vol.30（2006年 - 2010年、よしもとミュージックエンタテインメント）
- 碑文谷教授のミッドナイトゼミナール 今さら人に聞けない!怒らせ方講座（2008年2月20日、ビクターエンタテインメント）
- 女子アナクッキング 教えて!料理のアナとツボ Vol.1（2008年9月24日、ソニー・ピクチャーズエンタテインメント）
- アリケン Vol.1 - Vol.3（2009年9月18日、東宝）
- 池上彰の戦争を考える 〜戦争はなぜ始まりどう終わるのか〜（2011年8月3日、ポニーキャニオン） - VTR出演
- モヤモヤさまぁ〜ず2 大橋アナ卒業スペシャル in 下北沢（2018年7月4日、Sony Music Marketing inc.） - DVDとBlu-rayの2種

## 映画
- お墓に泊まろう!（2010年8月、よしもとクリエイティブ・エージェンシー）
- KING OF PRISM -Dramatic PRISM.1-（2024年8月16日） - 女性アナウンサー 役（友情出演）
- 無名の人生（2025年5月16日） - さくら 役[45][46]